# Ostalgie

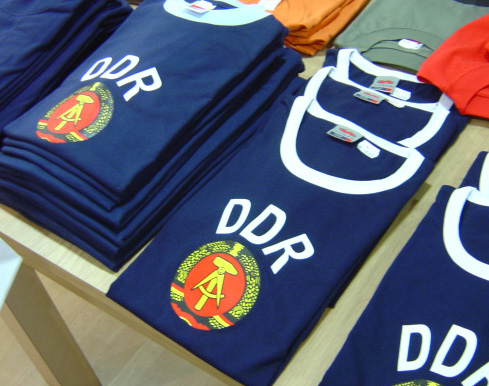
Venda de camisas retrô da Seleção Alemã Oriental de Futebol em Berlim, em 2004

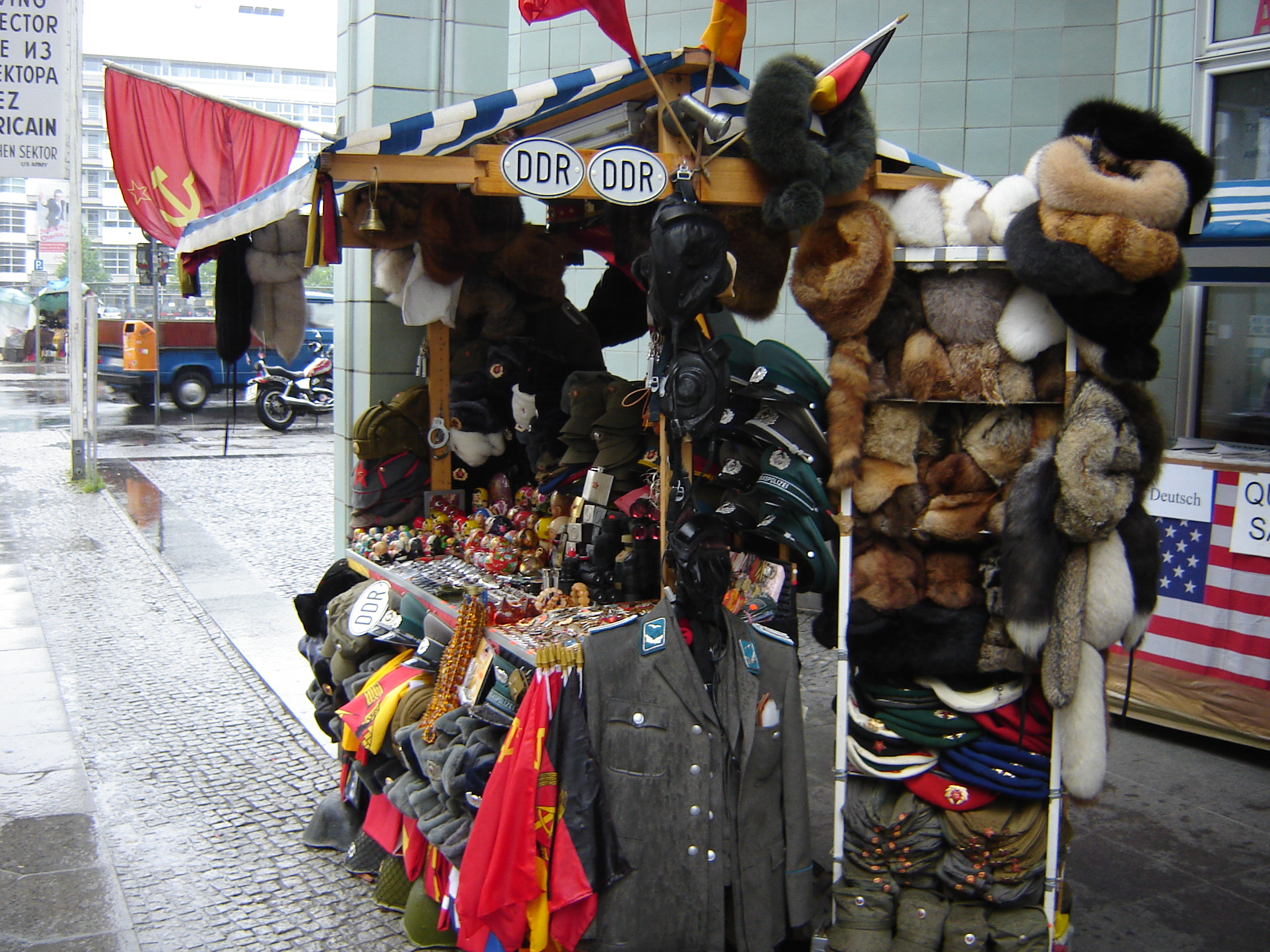
Produtos alusivos à RDA sendo vendidos em Berlim em 2006

Ostalgie é uma palavra alemã que se refere à nostalgia pela vida na antiga Alemanha Oriental. É um portmanteau das palavras alemãs Ost (leste) e Nostalgie (nostalgia).
Após a queda do Muro de Berlim em 1989, e da Reunificação Alemã no ano seguinte, muitas lembranças do velho regime socialista foram eliminadas enquanto os antigos cidadãos da República Democrática Alemã (RDA) corriam para abraçar sua recém-descoberta "ocidentalidade" politica e econômica. Inicialmente, todas as marcas de produtos da RDA desapareceram das lojas, sendo substituídos por produtos do lado ocidental, sem levar em conta sua qualidade. Contudo, com o passar dos anos, alguns alemães-orientais começaram a se sentir nostálgicos com respeito a alguns aspectos de suas vidas na Alemanha Oriental. Ostalgie refere-se particularmente à nostalgia com respeito a certos aspectos da vida regular diária e da cultura na antiga RDA que desapareceram depois da reunificação.
O termo engloba nostalgia pela maneira de ser do cidadão da antiga república oriental, focado em aspectos que remetem à solidariedade e humanidade. Além disso, muitos negócios na Alemanha começaram a atender àqueles que sentiam Ostalgie, comercializando produtos que imitavam os antigos e faziam com que essas pessoas se lembrassem da vida sob o antigo regime. Atualmente é possível adquirir alimentos de marcas da Alemanha Oriental que haviam desaparecido, obter vídeos e DVDs com programas da antiga televisão pública estatal, e comprar carros das antes difundidas marcas Wartburg e Trabant. Ademais, a vida na RDA tem sido o tema de muitos filmes recentes, incluindo Sonnenallee (1999), Good Bye Lenin! (2003),  e Kleinruppin forever (2004).
O termo Ostalgie (juntamente com soviet chic) é ocasionalmente usado para se referir à nostalgia pela vida sob os regimes socialistas em outros antigos páises da Europa Oriental, sobretudo na Polônia e na ex-União Soviética.